# 桐光学園小学校
桐光学園小学校（とうこうがくえんしょうがっこう）は神奈川県川崎市麻生区に所在する私立小学校。運営は学校法人桐光学園。大半の児童は桐光学園中学校・高等学校へ進学する。

## 概要
桐光学園の歴史は、創立者である元川崎市立高校教諭の小塚光治により、1965年に川崎みどり幼稚園が開設されることにはじまる。
桐光学園の「光」の文字は創立者の名前にちなんでいる。その後、1972年に寺尾みどり幼稚園開設、1978年に高等学校開設、1981年に中学校を開設、1996年に小学校を開設した。

## 校訓
- 意志 ･･･　強い意志を持ち，何ごとも最後までやりとげよう。
- 表現 ･･･　自分の思いを伝え，他者との関わりを深めよう。
- 感謝 ･･･　家族や友だちを大切にし，感謝する心を持とう。

## 交通アクセス
- 小田急多摩線栗平駅から徒歩15分